# Special Olympics Algerien
Special Olympics Algerien (englisch: Special Olympics Algeria) ist der algerische Verband von Special Olympics International, der weltweit größten Sportbewegung für Menschen mit geistiger Beeinträchtigung und Mehrfachbeeinträchtigung. Ziel ist die sportliche Förderung dieser Personengruppe und die Sensibilisierung der Gesellschaft für sie. Außerdem betreut der Verband die algerischen Athletinnen und Athleten bei den Special Olympics Wettbewerben.

## Geschichte
Special Olympics Algerien wurde 1997 mit Sitz in Algier gegründet.

## Aktivitäten
2016 waren 17.872 Athletinnen, Athleten und Unified Partner sowie 522 Trainer bei Special Olympics Algerien registriert.
Der Verband nahm 2017 am Programm Athlete Leadership teil, das von Special Olympics International ins Leben gerufen worden war.

### Sportarten
Folgende Sportarten wurden 2017 vom Verband angeboten: 
- Badminton (Special Olympics)
- Baseball (Special Olympics)
- Basketball (Special Olympics)
- Boccia (Special Olympics)
- Floor Hockey
- Fußball (Special Olympics)
- Handball (Special Olympics)
- Judo
- Kraftdreikampf (Special Olympics)
- Leichtathletik (Special Olympics)
- Schneeschuhlaufen (Special Olympics)
- Ski Alpin (Special Olympics)
- Schwimmen (Special Olympics)
- Tischtennis (Special Olympics)

### Teilnahme an Weltspielen vor 2020
(Quelle: )
- 1999 Special Olympics World Summer Games, North Carolina, USA (4 Athletinnen und Athleten)
- 2003 Special Olympics World Summer Games, Dublin, Ireland
- 2005 Special Olympics World Winter Games, Nagano, Japan
- 2007 Special Olympics World Summer Games, Shanghai, China
- 2009 Special Olympics World Winter Games, Boise, USA
- 2015 Special Olympics World Summer Games, Los Angeles, USA (11 Athletinnen und Athleten)
- 2019 Special Olympics, World Summer Games, Abu Dhabi (64 Athletinnen und Athleten)[2]

### Teilnahme an den Special Olympics World Summer Games 2023 in Berlin
Special Olympics Algerien beteiligte sich an den Special Olympics World Summer Games 2023. Die Delegation wurde vor den Spielen im Rahmen des Host Town Program von Freiburg betreut und bestand aus 24 Athletinnen und Athleten. Das Team gewann bei diesen Weltspielen acht Silber- und zehn Bronzemedaillen.

### Teilnahme an Weltspielen nach 2023
- 2025 Special Olympics World Winter Games, Turin, Italien (2 Athletinnen und Athleten)[6]